# 벤 해리스

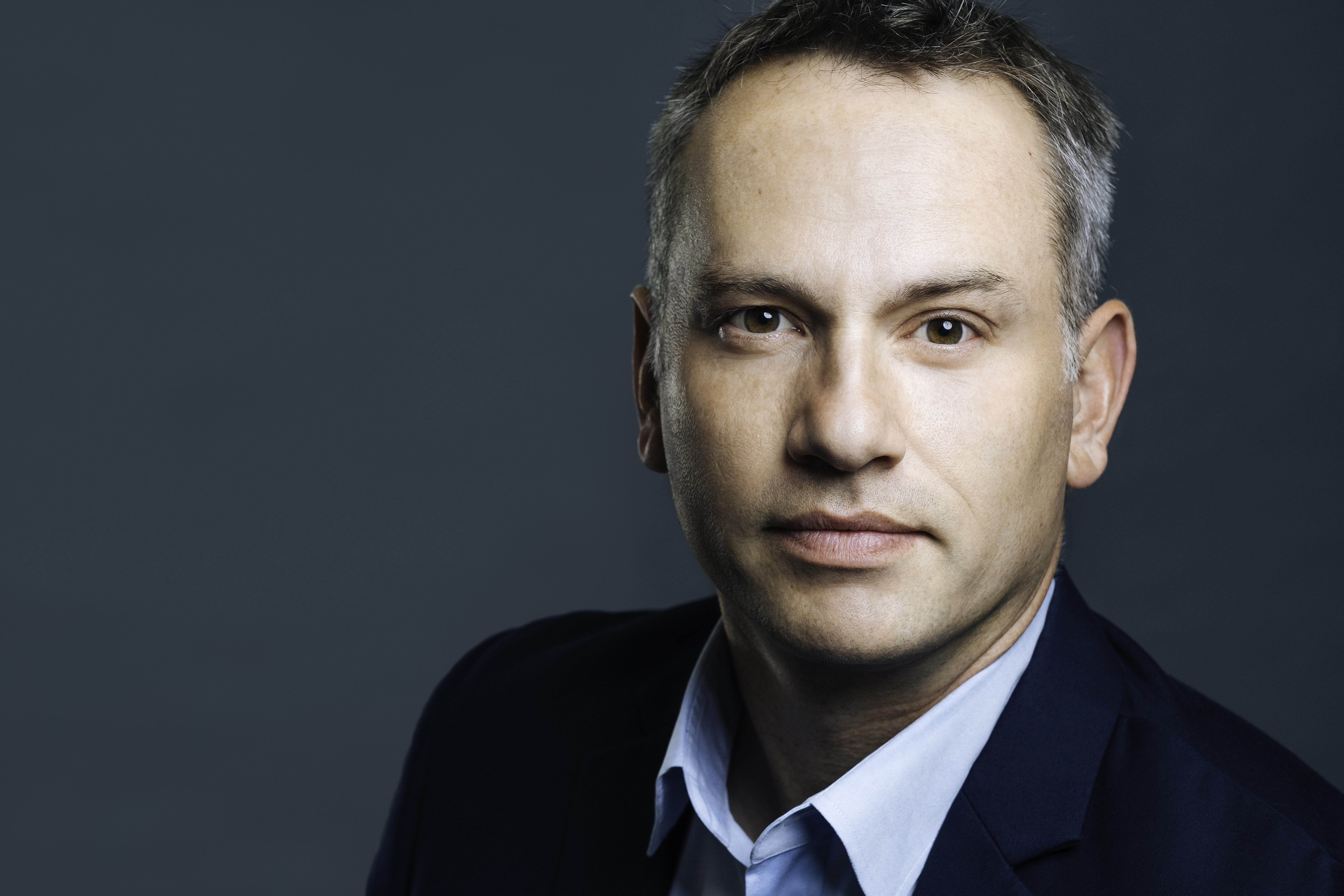

벤 해리스(Ben Harris, 1977년 7월 17일-)는 미국의 경제학자이다.

## 생애
2000년, 풀브라이트 장학생으로 선발되었다.
2005년, 코넬 대학교에서 경제학 석사 학위를 받고 미국 하원 예산위원회 경제학자로 일하기 시작해 브루킹스연구소, 조세정책센터, 조지타운대 공공정책연구소를 거쳤다.
2011년 조지 워싱턴 대학교에서 경제학 박사학위를 땄다.
오바마 행정부에서 조 바이든 부통령의 경제 보좌관을 지냈다.
바이든 대선 캠프에서 정책 토론이 한창 이뤄지다가도 결국 '벤한테 물어보는 게 좋겠다'고 마무리 되는 경우가 많았다.